# Лизна
Лизна — река в России, протекает по Тотемскому району Вологодской области. Устье реки находится в 24 км от устья Тиксны по левому берегу. Длина реки составляет 22 км. В 9 км от устья впадает левый приток Перечная.
Исток находится в 57 км к юго-западу от Тотьмы, основное течение проходит по Присухонской низине в лесистой местности. Близ устья реки — деревня Якуниха (Муниципальное образование «Погореловское»).

## Данные водного реестра
По данным государственного водного реестра России относится к Двинско-Печорскому бассейновому округу, водохозяйственный участок реки — Северная Двина от начала реки до впадения реки Вычегда, без рек Юг и Сухона (от истока до Кубенского гидроузла), речной подбассейн реки — Сухона. Речной бассейн реки — Северная Двина.
Код объекта в государственном водном реестре — 03020100312103000007681.